# Chris Snitko
Chris Snitko (24 de janeiro de 1973) é um ex-futebolista profissional estadunidense que atuava como goleiro.

## Carreira
Chris Snitko representou a Seleção Estadunidense de Futebol nas Olimpíadas de 2000, quando atuou em casa.